# BNP Paribas Fortis Diamond Games 2015
BNP Paribas Fortis Diamond Games 2015 byl tenisový turnaj pořádaný jako součást ženského okruhu WTA Tour, který se hrál na krytých dvorcích s tvrdým povrchem v hale Sportpaleis Merksem. Konal se mezi 9. až 15. únorem 2015 v belgických Antverpách jako jubilejní 8. ročník turnaje.
Jednalo se o první ročník hraný na okruhu WTA Tour od sezóny 2008. V letech 2009–2013 turnaj probíhal jako exhibice.
Událost s rozpočtem 731 000 dolarů patřila do kategorie WTA Premier Tournaments. Nejvýše nasazenou hráčkou ve dvouhře se stala sedmá tenistka světa Eugenie Bouchardová z Kanady. Singlovou soutěž vyhrála Němka Andrea Petkovicová, která se tak vrátila do elitní světové desítky. Deblovou část opanoval nejvýše nasazený španělský pár Anabel Medinaová Garriguesová a Arantxa Parraová Santonjaová.

## Distribuce bodů a finančních odměn

### Distribuce bodů
| Soutěž  | vítězky | finalistky | semifinalistky | čtvrtfinalistky | 16 v kole | 32 v kole | Q  | Q3 | Q2 | Q1 |
| ------- | ------- | ---------- | -------------- | --------------- | --------- | --------- | -- | -- | -- | -- |
| dvouhra | 470     | 305        | 185            | 100             | 55        | 1         | 25 | 18 | 13 | 1  |
| čtyřhra | 470     | 305        | 185            | 100             | 1         | —         | —  | —  | —  | —  |

### Finanční odměny
| Soutěž                                | vítězky  | finalistky | semifinalistky | čtvrtfinalistky | 16 v kole | 32 v kole | Q3     | Q2     | Q1   |
| ------------------------------------- | -------- | ---------- | -------------- | --------------- | --------- | --------- | ------ | ------ | ---- |
| dvouhra                               | $124 000 | $66 000    | $35 455        | $19 050         | $10 220   | $5 580    | $2 920 | $1 555 | $860 |
| čtyřhra                               | $39 000  | $20 650    | $11 360        | $5 875          | $3 140    | —         | —      | —      | —    |
| částky ve čtyřhře jsou uváděny na pár |          |            |                |                 |           |           |        |        |      |

## Ženská dvouhra

### Nasazení
| Stát                         | Hráčka                    | WTA | Nasazení |
| ---------------------------- | ------------------------- | --- | -------- |
| Kanada                       | Eugenie Bouchardová       | 7.  | 1.       |
| Německo                      | Angelique Kerberová       | 10. | 2.       |
| Německo                      | Andrea Petkovicová        | 12. | 3.       |
| Česko                        | Lucie Šafářová            | 15  | 4        |
| Španělsko                    | Carla Suárezová Navarrová | 17. | 5.       |
| Slovensko                    | Dominika Cibulková        | 18. | 6.       |
| Francie                      | Alizé Cornetová           | 19. | 7.       |
| Česko                        | Karolína Plíšková         | 22. | 8.       |
| Žebříček WTA k 2. únoru 2015 |                           |     |          |

### Jiné formy účasti
Následující hráčky obdržely divokou kartu do hlavní soutěže:
- Alison Van Uytvancková
- Yanina Wickmayerová

Následující hráčky si zajistily postup do hlavní soutěže v kvalifikaci:
- Kateryna Bondarenková
- Indy de Vroomeová
- Klaartje Liebensová
- Francesca Schiavoneová

### Odstoupení
v průběhu turnaje
- Carla Suárezová Navarrová (krční poranění)

### Skrečování
- Sílvia Solerová Espinosová (poranění pravého ramena)

## Ženská čtyřhra

### Nasazení
| Stát                                                                     | Hráčka                     | Stát      | Hráčka                    | WTA  | Nasazení |
| ------------------------------------------------------------------------ | -------------------------- | --------- | ------------------------- | ---- | -------- |
| Španělsko                                                                | Anabel Medina Garrigues    | Španělsko | Arantxa Parra Santonjaová | 63.  | 1.       |
| Nizozemsko                                                               | Michaëlla Krajiceková      | Rumunsko  | Monica Niculescuová       | 69.  | 2.       |
| Polsko                                                                   | Klaudia Jansová-Ignaciková | Slovinsko | Andreja Klepačová         | 85.  | 3.       |
| Kanada                                                                   | Gabriela Dabrowská         | Polsko    | Alicja Rosolská           | 113. | 4.       |
| Žebříček WTA k 2. únoru 2015; číslo je součtem umístění obou členek páru |                            |           |                           |      |          |

### Jiné formy účasti
Následující páry obdržely divokou kartu do hlavní soutěže:
- Dominika Cibulková /  Kirsten Flipkensová
- An-Sophie Mestachová /  Alison Van Uytvancková

### Odstoupení
v průběhu turnaje
- Monica Niculescuová (poranění pravého stehna)

## Přehled finále

### Ženská dvouhra
- Andrea Petkovicová vs.  Carla Suárezová Navarrová, bez boje

### Ženská čtyřhra
- Anabel Medinaová Garriguesová /  Arantxa Parraová Santonjaová vs.  An-Sophie Mestachová /  Alison Van Uytvancková, 6–4, 3–6, [10–5]